# Albert Bettannier

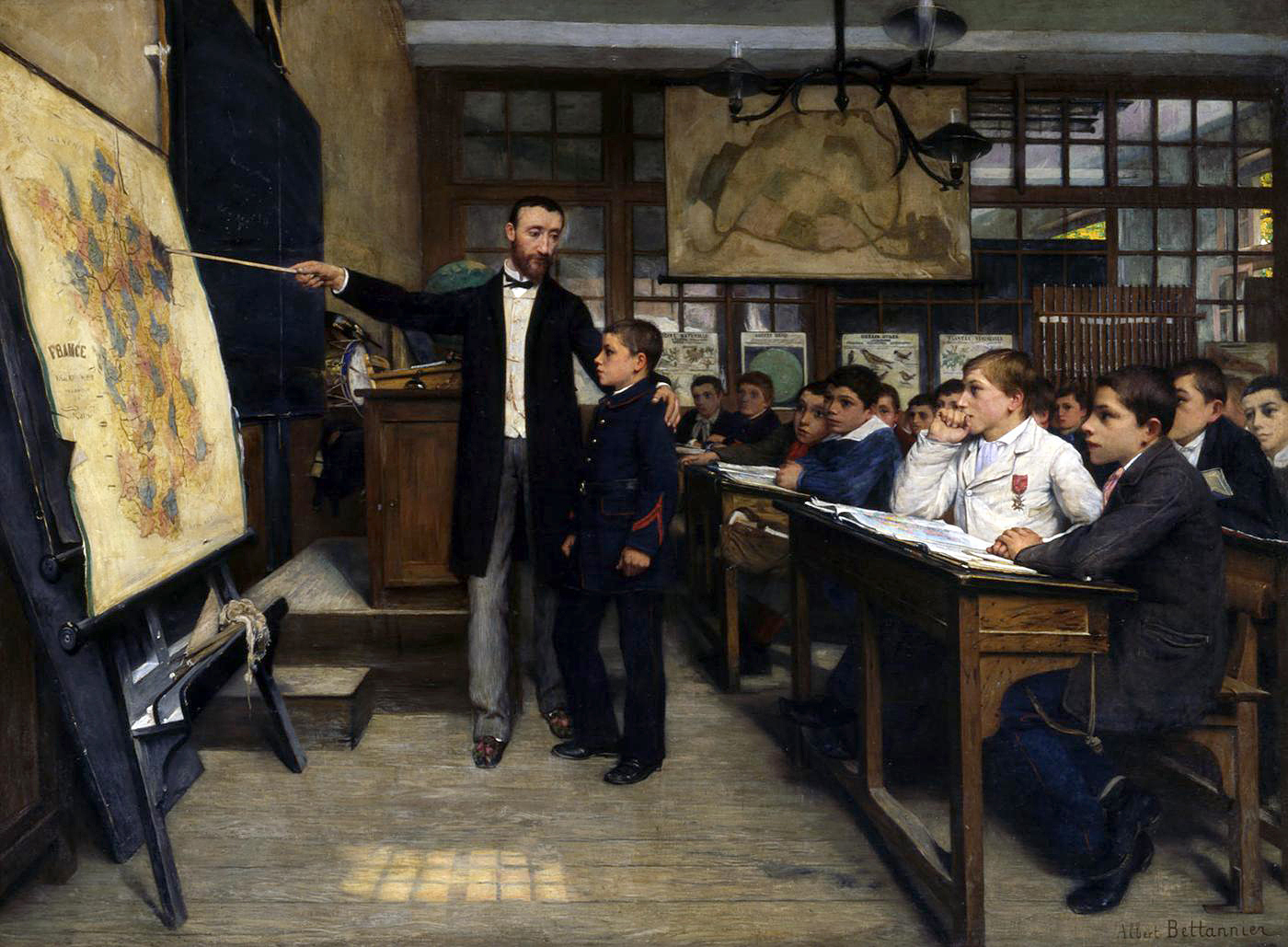
Revanchistisch schilderij "La tache noire" van Albert Bettannier met Elzas en Lotharingen als "zwarte plek". In het lokaal staan een militaire trommel en een rek met wapens.

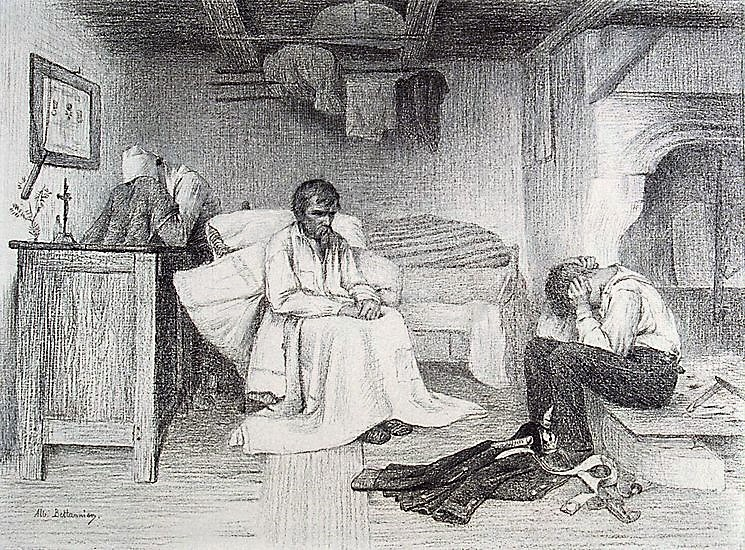
Een tekening waarin de wanhoop van na de verloren oorlog van 1871 wordt uitgebeeld. De oud-strijder en de wanhopige jonge dienstplichtige, misschien vader en zoon. Een Duits uniform ligt op de vloer.

Albert Bettannier (Metz, 12 augustus 1851 - Parijs, 17 november 1932) was een Frans kunstschilder.

## Biografie
De uit Lotharingen afkomstige Bettanier koos in 1871 voor de Franse nationaliteit en verliet het door Duitsland geannexeerde Lotharingen.
Hij was met zijn nationalistische schilderijen een propagandist van het Franse revanchisme. In bekende schilderijen van zijn hand wordt het verlies van de Elzas en Lotharingen betreurd.
Hij werd in 1908 in het Legioen van Eer opgenomen.

## Bekende werken
- La Tache noire (De zwarte vlek), Deutsches Historisches Museum, Berlijn, 1887
- Le désespoir, (De wanhoop) Hermitage, Sint-Petersburg, 1893
- La Conquête de la Lorraine, (De verovering van Lotharingen) 1910
- Oiseaux de France, (Vogels van Frankrijk) 1912.

- Bibliothèque nationale de France: cb149696815 (data)
- International Standard Name Identifier: 0000 0000 0254 060X
- Base Léonore: LH//227/18
- RKD-Nederlands Instituut voor Kunstgeschiedenis: 111394
- Système universitaire de documentation: 160445590
- Union List of Artist Names: 500169666
- Virtual International Authority File: 124241640